# Ferréol Cannard
Ferréol Cannard (n. 28 mai 1978, Morez⁠(d), Franche-Comté⁠(d), Franța) este un biatlonist ce a reprezentat Franța, medaliat olimpic. A participat la 2 ediții ale Jocurilor Olimpice (2002, 2006) în care a câștigat o medalie de bronz.